# George J. Mitchell
George John Mitchell, Jr. (* 20. srpna 1933, Waterville, Maine) je zvláštní americký vyslanec pro Blízký východ, spadající pod administrativu prezidenta Baracka Obamy. V letech 1980 až 1995 byl senátorem za Demokratickou stranu a v letech 1989 až 1995 vůdcem senátní většiny. Od března 2004 do ledna 2007 působil jako předseda společnosti The Walt Disney Company a v době jmenování zvláštním velvyslancem v lednu 2009 zároveň zastával post předsedy mezinárodní právnické firmy DLA Piper.